# Калифорнийский отель (фильм)
«Калифорнийский отель» (англ. California Suite) — американский комедийный фильм 1978 года, снятый Гербертом Россом. Сценарий написан Нилом Саймоном и основан на его одноимённой пьесе. Фильм фокусируется на дилеммах гостей, проживающих в люксе в отеле премиум-класса. Мэгги Смит получила премию «Оскар» за лучшую женскую роль второго плана за роль в фильме.

## Сюжет
В «Гостях из Нью-Йорка» Ханна Уоррен (Джейн Фонда) — трудоголик из Манхэттена, летит в Лос-Анджелес, чтобы забрать свою дочь-подростка Дженни (которую играет Дана Плато), сбежавшую из дома, чтобы жить со своим отцом Биллом, успешным сценаристом (Алан Алда). Разведённые родители вынуждены решать, с кем девочке будет лучше.
В «Гостях из Лондона» главный герой — Диана Барри (Мэгги Смит) — британская актриса, которая впервые номинирована на премию Оскар за лучшую женскую роль в независимом британском фильме. Эта награда может дать толчок её нестабильной карьере, хотя она знает, что у неё нет шанса на победу. Она глубоко отрицает истинную природу своего брака по расчету с Сидни Кохраном (Майкл Кейн), гомосексуальным торговцем антиквариватом, который все менее осторожно относится к своей сексуальности. Когда она готовится к своей минуте славы, её настроение меняется от надежды к панике и отчаянию.
В «Гостях из Филадельфии» консервативный бизнесмен средних лет Марвин Майклс (Уолтер Маттау) просыпается и обнаруживает проститутку (Дениз Галик) по имени Банни — неожиданный подарок от его брата Гарри (Херб Эдельман) — без сознания в своей постели. Пока его жена Милли (Элейн Мэй), направляется в номер, он должен найти способ скрыть все следы нехарактерной для него неосторожности.
В «Гостях из Чикаго» доктор Чонси Гамп (Ричард Прайор) и его жена Лола (Глория Гиффорд) вместе с доктором Уиллисом Панамой (Билл Косби) и его женой Беттиной (Шейла Фрейзер) вместе проводят долгожданный отпуск. Всё идёт наперекосяк и двое мужчин решают урегулировать свои разногласия путем парного теннисного матча между семьями.

## В ролях
- Мэгги Смит — Диана Барри
- Алан Алда — Билл Уоррен
- Джейн Фонда — Ханна Уоррен
- Майкл Кейн — Сидни Кокран
- Уолтер Маттау — Марвин Майклс
- Элейн Мэй — Милли Майклс
- Херб Эдельман — Гарри Майклс
- Дениз Галик — зайка
- Ричард Прайор — доктор Чонси Гамп
- Билл Косби — доктор Уиллис Панама
- Глория Гиффорд — Лола Гамп
- Шейла Фрейзер — Беттина Панама
- Дана Плато — Дженни Уоррен
- Брайан Каммингс — охотник за автографами

## Производство
Фильм снимался в отеле The Beverly Hills, в павильоне Дороти Чендлер в музыкальном центре Лос-Анджелеса и на Родео-Драйв.
Изображения, используемые в заглавных титрах являются работами популярного художника Дэвида Хокни. В то время как в пьесе играли всего два актёра и две актрисы, каждый из которых сыграл несколько ролей, в фильме для каждой роли был подобран свой актёр.

## Критика
Винсент Кэнби из «Нью-Йорк Таймс» назвал «Калифорнийский отель» «самым приятным фильмом Саймона за последние годы» и добавил: «Вот мистер Саймон в отличной форме под руководством Герберта Росса… одного из немногих режиссёров, которые могут справляться с особыми требованиями его материала, который одновременно должен быть трогательным и настолько умным, что иногда хочется заставить его замолчать. Все это работает в „Калифорнийском отеле“ не только потому, что это лучшая работа Саймона, но и потому, что писатель и режиссёр подобрали отличный актёрский состав».
Variety заметили: «Нил Саймон и Герберт Росс играли радикально, изменив успешный формат Калифорнийского отеля, с которым он дебютировал на сцене. Вместо четырёх отдельных плейлетов, теперь есть один полусвязанный рассказ, вращающийся вокруг посетителей отеля Beverly Hills… Техника менее успешна, она меняется от острых эмоций к широким фарсам на внезапных поворотах».
Time Out New York описал фильм как «быструю и разнообразную комедию, очень подходящую пишущего шутки как из пулемёта Нила Саймона», и добавил: «Фонда становится центром картины, что дает ещё одно представление, вызывающее нервирующую уверенность. Также, что стоит упомянуть, так это постельный фарс эпического масштаба от Маттау и Мэй. Другие виньетки немного мрачны».
«Калифорнийский отель» имеет рейтинг 57 % на Rotten Tomatoes по 23 отзывам.

## Награды и номинации
За роль номинанта на «Оскар» Мэгги Смит получила премию «Оскар» за лучшую женскую роль второго плана, британскую кинематографическую премию Evening Standard за лучшую женскую роль, приз кинокритиков в Канзас-Сити за лучшую женскую роль второго плана и, совместно с Эллен Берстин в фильме «В это же время, в следующем году» премию «Золотой глобус» в номинации «лучшая актриса — мюзикл или комедия». Она была номинирована на премию BAFTA за лучшую женскую роль в главной роли, но проиграла Джейн Фонда в «Китайском синдроме».
Нил Саймон был номинирован на премию «Оскар» за лучший адаптированный сценарий, но проиграл Оливеру Стоуну с «Полуночным экспрессом». Он также был номинирован на премию Гильдии писателей Америки за лучший адаптированный сценарий.
Альберт Бреннер и Марвин Марч были номинированы на премию Оскар за лучшее художественное руководство, но проиграли Полу Силберту, Эдвину О’Доновану и Джорджу Гейнсу за фильм «Небеса могут подождать».
Джейн Фонда получила премию Ассоциации кинокритиков Лос-Анджелеса за лучшую женскую роль за её роли в «Калифорнийском отеле», «Приближается всадник» и «Возвращение домой».

## Релиз на DVD
Фильм был выпущен на DVD для 1 Региона 2 января 2002 года. Он представлен в анаморфном широкоэкранном формате со звуковыми дорожками на английском и французском языках и с субтитрами на английском, французском, испанском, португальском, китайском, корейском и тайском языках.